# Allophylus ferrugineus
Allophylus ferrugineus là một loài thực vật có hoa trong họ Bồ hòn. Loài này được Taub. mô tả khoa học đầu tiên năm 1895.